# Drymusa simoni
Drymusa simoni is een spinnensoort uit de familie Drymusidae. De soort komt voor in Hispaniola.